# Glucose-6-phosphat-Translokase
Glucose-6-phosphat-Translokase (G6PT) (Gen: SLC37A4) heißt das Protein in der Membran des endoplasmatischen Reticulums (ER) von Wirbeltieren, das Glucose-6-phosphat vom Zytosol ins ER schleust. Es handelt sich also um ein Transportprotein. Im ER schließlich findet der letzte Teilschritt der Gluconeogenese statt. G6PT bildet im ER einen Komplex mit der Glucose-6-Phosphatase, der durch seine Produktion von Glucose eine zentrale Rolle im Energiestoffwechsel spielt. Beim Menschen wird G6PT vor allem in Leber und Nieren gebildet. Mutationen im SLC37A4-Gen können zum G6PT-Mangel und dieser zur von-Gierke-Krankheit (Typ B)führen.
Der katalysierte Membrantransport lautet:
Glucose-6-Phosphat (zyt) + Phosphat (endopl)  {\displaystyle \rightleftharpoons }  Glucose-6-Phosphat (endopl) + Phosphat (zyt)
Es handelt sich also um einen Antiport.
Als zentraler Faktor im Energiestoffwechsel ist G6PT Target für Studien zur Behandlung von Diabetes mellitus Typ 2. In einer Arbeit an Mäusen konnte gezeigt werden, dass vorsichtige Blockierung von G6PT Diabetessymptome verbessert, während Glykogenspeicherkrankheiten verhindert wurden. Herunterregulation der G6PT-Expression ist möglicherweise der Mechanismus für krebsabtötende Eigenschaften des Curcumin.